# Тарасенко Захар Станіславович
Захар Станіславович Тарасенко (рос. Захар Станиславович Тарасенко; нар. 12 жовтня 1997, Ухта, Республіка Комі, Росія) — російський футболіст, півзахисник та нападник «Вест Вірменії».

## Життєпис
Вихованець гатчинського футболу. Розпочинав свою кар'єру в аматорських командах та у студентському колективі СПбПУ. У сезоні 2018/19 років перебував у заявці клубу другої ліги «Ленінградець», але за нього не грав. Потім продовжував кар'єру за команди Кримської футбольного союзу «ТСК-Таврія» та «Севастополь».
З 2021 по 2023 рік провів два сезони у ФНЛ за підмосковний «Олімп-Довгопрудний» та КАМАЗ. Дебютував у ФНЛ Росії за «Олімп-Долгопрудний» 10 липня 2021 року в поєдинку проти нижньокамського «Нафтохіміка». Наприкінці липня 2023 року уклав контракт із новачком вірменської Прем'єр-Ліги – клубом «Вест Вірменія». Дебютував у місцевій еліті росіянин 29 липня у матчі першого туру з «Шираком» (2:4).